# Монахиня (роман)
«Мона́хиня» (фр. La Religieuse) — роман французского беллетриста, главы энциклопедистов, философа-материалиста, теоретика искусств и драматурга Дени Дидро, законченный им около 1760 года и опубликованный посмертно в 1796 году.

## История создания романа «Монахиня»
Толчком к написанию «Монахини», «новаторского для французской и европейской прозы произведения», стало разоблачение в конце 50-х тайн монастырской жизни. Церковный быт стал самой волнующей темой в предреволюционной Франции, и Дидро вместе с друзьями распространял письма от лица некой монахини, сбежавшей из монастыря и доведённой до отчаянья преследованиями, с целью показать нравы и порядки, царящие в святых обителях.
Согласно другой версии, с энциклопедистами и Д. Дидро дружил маркиз де Круамар. Когда он уехал в своё нормандское поместье, друзья решили вернуть его в Париж. Они вспомнили, что маркиз де Круамар в 1758 году интересовался судьбой молодой монахини Сюзанны Симонен, которая насильно была заточена в монастырь Лоншан. Д. Дидро с приятелями воспользовались этим и сочинили историю, будто бы Сюзанна бежала из монастыря, скрывается от преследований в Париже и умоляет маркиза оказать ей помощь. Читая в нормандской глуши письма монахини, маркиз и не догадывался, что их пишет Дидро. Но у Сюзанны был и реальный прототип — Маргарита Деламар, чьё судебное дело о снятии с неё монашеского обета получило в то время широкую огласку, и иск был отвергнут судом. История Маргариты Деламар, которая по воле матери, жаждавшей после смерти мужа заполучить всё его состояние, провела в монастырских стенах более полувека (60 лет), рассказана в монографии: George May. Diderot et «La religieuse» (New — Haven — Paris, 1954). Таким образом, талантливой кистью художника была создана картина горестной и полной лишений жизни «монахини поневоле». Из-за сильного антиклерикализма произведение нельзя было публиковать, когда оно было завершено (1760 г.), и только самые близкие друзья писателя могли ознакомиться с ним. Произведение увидело свет лишь в 1796 году, на спаде французской революции, когда исчезли все препятствия на пути к его публикации. «Монахиня» была переведена на многие языки и имела огромный успех во Франции, Бельгии, Голландии, Англии. Сам философ (Д. Дидро) остался очень доволен этим произведением. Так, в письме к своему другу Мельхиору Гримму он писал: «Это произведение, в котором живописцы могли бы отыскать для себя много сюжетов, и если бы не тщеславие, его истинным эпиграфом стали бы слова: „и я тоже художник“ (son pittor anch’io)».

## Сюжет
В романе «Монахиня» сюжет начинается с насильственного отправления главной героини в монастырь. Сюзанна — незаконнорождённая дочь, но долгое время не знает этого и не может понять неблагоприятного и бесчувственного отношения родителей. Несмотря на предательство со стороны матери, она уважительно к ней относится и не разглашает тайны своего рождения, хотя это и могло помочь ей освободиться от церковных пут. После неудачной попытки выйти из монастыря, Сюзанна сбегает из обители и обретает долгожданную свободу.
Эпизоды произведения представляют собой отдельные письма, которые легко выстраиваются в одну линейную, логическую цепь событий. Момент, когда героиню заточают в Лоншанский монастырь, можно считать завязкой, так как с этого момента начинает разворачиваться нить драматических событий, которые после побега героини из монастыря резко обрываются. Структура сюжета ясна и наглядна, содержит в себе завязку, развитие событий, кульминацию, когда Сюзанна сбежала из монастыря, осуществив свою мечту, и развязку в виде открытого финала. Такой конец даёт возможность читателю самому определить судьбу главной героини в положительную или отрицательную сторону. Возможно, такая незавершённость определяется тем, что писатель творил в предреволюционное время и так и не дожил до завершения революции.
Исследователь творчества писателя К. Розенкранц пытался доказать, что в романе «Монахиня» дана критика не церковных догм, а лишь их извращения. «Если под христианской верой, — писал Розенкранц, — подразумевать сумму моральных истин, изложенных в Евангелии, тогда нет противоречия между религией и философией XVIII в. Напротив, между ними имеется связь, гармония…».
В годы жизни философа членом монастыря мог стать каждый за определённую сумму, внесённую на пожертвование дому Господнему. «Ради тысячи экю монахини готовы лгать всю жизнь и готовить простодушных девочек на сорок, на пятьдесят лет жизни в отчаянии». В уста верующей Сюзанны Симонен, главной героини романа, Дидро вложил рассказ об ужасающем аморализме, который господствовал в монастырях, завуалированный рясой святости. В одном из своих размышлений Сюзанна сказала о монастыре следующие слова: «Где царствуют рабство и деспотизм? Где никогда не угасает злоба? Где кишат взлелеянные в молчании страсти? Где господствует жестокость и праздное любопытство?» Отклик на эти вопросы может быть только один: в обителях — этих темницах изгнанных, угнетённых и обреченных на терзания и лишения человеческого счастья и благополучия от удовлетворённости жизнью. Значимость романа Д. Дидро «Монахиня» — не только в обличении и разоблачении церковных истин, но и в небывалом и беспрецедентном изобличении феодально-религиозных принципов, препятствующих социальному прогрессу общества. Основываясь на том, что интеллектуальный и нравственный облик индивида формируется окружающей средой, Д. Дидро требовал упразднения монастырей, изолирующих человека от социума и природы. «Человек создан, чтобы жить в обществе. Разлучите его с ним, изолируйте его — и мысли его спутаются, характер ожесточится, сотни нелепых страстей зародятся в его душе, сумасбродные идеи пустят ростки в его мозгу, как дикий терновник среди пустыря».
Несмотря на простоту сюжета, произведение Денни Дидро «Монахиня» является сложным по внутреннему характеру содержания. В нём присутствуют элементы реализма, дидактизма и робинзонады, представляя сложное сочетание, направленное на чёткое, слаженное выражение единой концепции, на которой держится монолитность романа. Учитывая вышесказанное, «Монахиня» — это просветительский философский роман. Это произведение — полемическое, для него характерно сатирическое выражение, и подтверждением служат слова Дидро: «Я не думаю, чтобы когда-нибудь была написана более ужасная сатира против монастырей». Для полемического романа характерно использование «…методологии нового ньютоновского естествознания». Так Дидро, помещая Сюзанну в различные монастыри, на примерах трёх настоятельниц показывает, до чего могут довести подавляемые индивидом желания.

## Женские образы романа
Главная героиня романа Сюзанна Симонен, несмотря на юный возраст, предстаёт перед читателем высокоморальной, нравственной, целеустремлённой личностью, готовой на любые жертвы ради свободы. Интерес автора сосредоточен на внутреннем мире главной героини, её переживаниях, эмоциях, оценочных характеристиках событий, что объясняется наличием в данном романе множества монологов Сюзанны. Главная героиня, представительница мещанского сословия, наделена красочным внутренним миром, что подтверждает солидарность автора с мнением: не происхождение делает человека личностью. «Происхождение ничто там, где нет места добродетели» [8]. Сюзанна — сильная, умная, благочестивая девушка, которая на собственном опыте испытала все тяготы монастырской жизни и увидела, во что превращается человек, лишённый самого важного — права на свободу. Характер Сюзанны представляет собой не олицетворение «вечных» нравственных качеств или идей, как, например, у Вольтера. Сюзанна — живая женщина со слабыми и сильными чертами характера, и показана она объективно, как бы со стороны. Дидро не приписывает ей собственных мыслей просветителя о религии и свободе, обществе и церкви. Вывод о неразумии и бесчеловечности мира приходит сам собой в зависимости от жизненных ситуаций, в которых оказывается Сюзанна.
Первая настоятельница девушки, госпожа де Мони, была добра и справедлива к своим послушницам и даже не допускала мысли об экзекуции. Она была страстной приверженкой христианской веры, но входила в анормальное состояние, в котором общалась со Святым духом. По словам Сюзанны, «любовь к добродетели, благочестию, искренности, кротости, дарованиям и к честности она проявляла совершенно открыто, хотя и знала, что те, кто не мог претендовать на эти качества, тем самым были унижены ещё сильнее» [5].
Вторая настоятельница, сестра Кристина, была «мелочной, ограниченной и суеверной. Она увлекалась новыми течениями, совещалась с янсенистами и иезуитами». Эта женщина была психически неадекватна — получала удовольствие от избиения и издевательства над монахинями, чьи мысли отличались от её религиозных воззрений. Это яркий пример того, когда устав используют в собственных целях для реализации собственных порочных идей, замаскированных святыми намерениями.
Третья настоятельница была неплохой женщиной, но в силу обстоятельств, которые навсегда оторвали её от общества, не смогла справиться с неизменными слабостями человеческой сущности и занималась растлением невинных, ни о чём не подозревающих девушек.
На примере трёх женских образов Денни Дидро показал, во что превращается человек, насильственно лишённый удовлетворения первостепенных потребностей, доказав, что вытеснение неотъемлемых для человека переживаний, чувств и влечений является основным источником возникновения психических аномалий. По мнению Дидро, человек — это социальное существо, которое должно развиваться в обществе и составлять с ним единое целое. Устами адвоката Манури автор выразил суть монашества: «Дать обет бедности — значит обязаться клятвой быть лентяем и вором. Дать обет целомудрия — значит обещать богу постоянное нарушение самого мудрого и самого могущественного из его законов; дать обет повиновения — значит отказаться от неотчуждаемого права человека — свободы» [2]. Лозунговые слова Дидро: «Человек создан для общества». Просветитель был твёрдо уверен в том, что тяжела изоляция человека от человека: «Поместите человека в дремучий лес — и он превратится в дикого зверя» [10. с. 54]. Но монастырь — хуже дремучего леса, ибо с ним связано представление о рабстве, от которого нельзя избавиться, и единственное желание монахинь заключается в надежде расторгнуть свой обет[5].

## Хронотоп
Основные представления о времени и пространстве в фольклоре и художественной литературе разных эпох содержатся в работах М. М. Бахтина, Д. С. Лихачёва, Успенского, Лотмана. Согласно М. М. Бахтину, ведущее место в художественном произведении принадлежит времени. Другие же литературоведы — В. Н. Топоров, Д. С. Лихачёва — наоборот, отдают предпочтение художественному пространству. Само понятие хронотоп было введено русским учёным М. М. Бахтиным в статье «Формы времени и хронотопа в романе» и обозначает «определённое соотношение пространства и времени при ведущем значении времени».
Роман «Монахиня» написан от первого лица в форме исповеди главной героини — Сюзанны Симонен. Поэтому охват сюжета и уровень детализации окружающей обстановки и природы как центрального признака хронотопа обосновываются в первую очередь местом жизни главной героини, характером её отношений в микросреде. Так, ход сюжетного времени здесь мотивируется воспоминаниями героини, которая рассказывает историю своей жизни с целью получения помощи от некоего благородного маркиза де Круамар. «На тот случай, если мой покровитель потребует — да, может быть, мне и самой придёт в голову такая фантазия, — чтобы эти записки были закончены, а отдалённые события уже изгладятся из моей памяти, этот краткий список их и глубокое впечатление, которое они оставили в моей душе на всю жизнь, помогут мне воспроизвести их со всей точностью». Средой пребывания Сюзанны, во-первых, является её семья, где до шестнадцати с половиной лет росла девушка. Впоследствии мать отправила её в монастырь, чтобы искупить собственный грех. Второе — это пребывание Сюзанны в разных монастырях, чтобы лучше показать, как развивается характер Сюзанны в условиях смирения, непокорности, открытого бунта и в конечном итоге побега. Побег открывает третий план положения главной героини: в условиях свободы и её неопределённости, так как, прожив в изоляции от общества около пяти лет, Сюзанна просто была неприспособлена к жизни на свободе. Таким образом, можно вывести ещё один план — соотношения государственных порядков и законов природы, которые должны не противопоставляться, а сливаться в единое целое для гармоничного развития общества. Можно прийти к выводу, что главная идея данного произведения — не ликвидация монастырей, а изменение склада мысли, которое повлечёт преобразования в государственной системе управления и, как следствие, решит проблему религиозной аморальности.

## Цензура
В 2024 году роман попал в реестр книг, запрещённых к продаже в Российской Федерации в связи с законом о так называемой «пропаганде ЛГБТ».

## Экранизации
- «Монахиня» — фильм режиссёра Жака Риветта, снятый в 1966 году.
- «Монахиня» — фильм режиссёра Гийома Никлу, снятый в 2013 году.